# Donna Scheeder
Donna Wills Scheeder, conocida como Donna Scheeder (Búfalo, 8 de noviembre de 1947-Capitol Hill, 7 de marzo de 2022), fue una bibliotecaria estadounidense. Fue presidenta de la Federación Internacional de Asociaciones de Biblioteca e Instituciones (IFLA) de 2015 a 2017, bajo el lema "Bibliotecas: un llamado a la acción". Participó en la Junta de Gobierno de la IFLA durante seis años. 
Fue miembro del Consejo Asesor de la Biblioteca del Congreso de Estados Unidos y ha sido incluida en el Salón de la Fama de la Asociación de Bibliotecas Especializadas, por su trabajo pionero en el campo de la bibliotecología y por su experiencia y liderazgo.

## Trayectoria profesional
Fue la subdirectora de Información en el Servicio de Investigación de la Biblioteca del Congreso de los Estados Unidos, directora de Servicios en la Biblioteca de Derecho del Congreso y ha participado en la Comisión Permanente de Servicios Bibliotecarios y de Investigación para Parlamentos. 
Se retiró en marzo de 2015 como subdirectora de información del Servicio de Investigación del Congreso después de una larga carrera en la Biblioteca del Congreso de los Estados Unidos, que incluyó cinco años como directora de Servicios de Biblioteca Jurídica.
Fue la expresidenta de la Sección de Bibliotecas y Servicios de Investigación para Parlamentos de la IFLA y brindó capacitación a bibliotecas parlamentarias en muchos países del mundo. Sus habilidades de trabajo en red se han agudizado durante sus cuarenta y cinco años de carrera y su historial de servicio público voluntario. Introdujo una serie de servicios innovadores durante su carrera, incluido el establecimiento de la primera colección de blogs legales e instituir el producto Electronic Briefing Book para el Congreso. Formó parte de los comités organizadores de las conferencias de Computadoras en Bibliotecas y Bibliotecaria de Internet, que ponen un gran énfasis en mostrar los últimos desarrollos en el campo y los servicios innovadores que aprovechan esos desarrollos.
Fue miembro desde 1978 de la Special Libraries Association (Asociación de bibliotecas especializadas), desempeñó diferentes puestos directivos y fue su presidenta durante 2000 y 2001.
Fue la expresidenta de la Federación Internacional de Asociaciones de Bibliotecas. Durante su gestión, visitó la Biblioteca del Estado Ruso, por iniciativa de la Biblioteca Estatal de Literatura Extranjera Margarita Rudomino. Fue una activa difusora de las contribuciones hechas por las bibliotecas para avanzar en el logro de la agenda de la ONU 2030 y los objetivos de desarrollo sostenible.
Vivió en Capitol Hill en Washington D. C. Fue miembro fundador de la Junta de Directores del Hill Center y también se desempeñó como presidenta del Comité Asesor de la Comunidad del Mercado del Este.
Murió de cáncer en su casa el 7 de marzo de 2022, a la edad de 74 años.

## Premios y distinciones
Por sus logros, dedicación y servicio a la IFLA, particularmente en las áreas de transformación organizativa de la IFLA y en la defensa de las bibliotecas dentro de los Objetivos de Desarrollo Sostenible de las Naciones Unidas, ha sido galardonada en 2019 como Miembro Honorario de la IFLA.
Recibió el premio John Cotton Dana en 2004 y fue incluida en el Salón de la Fama de la Asociación de Bibliotecas Especializadas por sus trabajos pioneros en bibliotecología y sus contribuciones a dicha asociación.